# Ninh Giang, Ninh Hòa
Ninh Giang là một phường cũ thuộc thị xã Ninh Hòa, tỉnh Khánh Hòa, Việt Nam.
Phường Ninh Giang có diện tích 6,58 km², dân số năm 2010 là 8.393 người, mật độ dân số đạt 1.276 người/km².